# Saint-Léger-sous-la-Bussière
Saint-Léger-sous-la-Bussière település Franciaországban, Saône-et-Loire megyében. Lakosainak száma 287 fő (2022. január 1.). Saint-Léger-sous-la-Bussière Saint-Pierre-le-Vieux, Tramayes, Trambly, Navour-sur-Grosne és Deux-Grosnes községekkel határos.

## Népesség
A település népessége az elmúlt években az alábbi módon változott:
| Lakosok száma | 245  | 251  | 265  | 271  | 275  | 279  | 281  | 284  | 287  |
|               | 2013 | 2015 | 2016 | 2017 | 2018 | 2019 | 2020 | 2021 | 2022 |